# Tornado in Südmähren 2021
Der Tornado in Südmähren war ein Unwetter in Tschechien, das am 24. Juni 2021 zwischen Valtice und Hodonín in Südmähren schwere Schäden hinterließ. In dem Unwetter kamen sechs Menschen ums Leben und etwa 250 wurden verletzt. Rund 90 Personen mussten stationär im Krankenhaus behandelt werden.

## Verlauf und Schäden
Der von West nach Ost ziehende Tornado verwüstete massiv fünf Gemeinden zwischen den Städten Břeclav und Hodonín, vier weitere Gemeinden erlitten erhebliche Schäden. Betroffen war auch das Weltkulturerbe Kulturlandschaft Lednice-Valtice. Dort entstand am Schloss Valtice Millionenschaden, da u. a. Hagelkörner die Fenster beschädigten.
Der Tornado zog über 26 Kilometer eine 500 Meter (stellenweise bis 700 Meter) breite Schneise der Verwüstung. Hunderte von Häusern wurden zerstört, 2000 Häuser beschädigt, die Bahnstrecke Břeclav–Petrovice u Karviné unterbrochen. Nach sehr vorläufigen Schätzungen sollte sich der Schaden auf 15 Milliarden Kronen (588 Millionen Euro) belaufen.
Am 27. Juni teilte der Hauptmann der Südmährischen Region Jan Grolich mit, dass allein die Schäden am öffentlichen Vermögen  12 Milliarden Kronen erreichen dürften, am Privatvermögen wären sie jedoch mehrfach höher. Es wurden mehr als 1.200 Gebäude beschädigt. Zum 6. Juli wurde bekannt, dass mehr als 180 Häuser abgerissen werden müssen.
Die wohl am meisten betroffene Gemeinde Hrušky wurde zur Hälfte dem Erdboden gleichgemacht. Stark verwüstet wurden u. a. die Gemeinden Moravská Nová Ves, Lužice und Mikulčice. Auch in Teilen der Kreisstadt Hodonín gab es sehr schwere Verwüstungen, u. a. an einem Seniorenzentrum.

## Bilder der Zerstörung

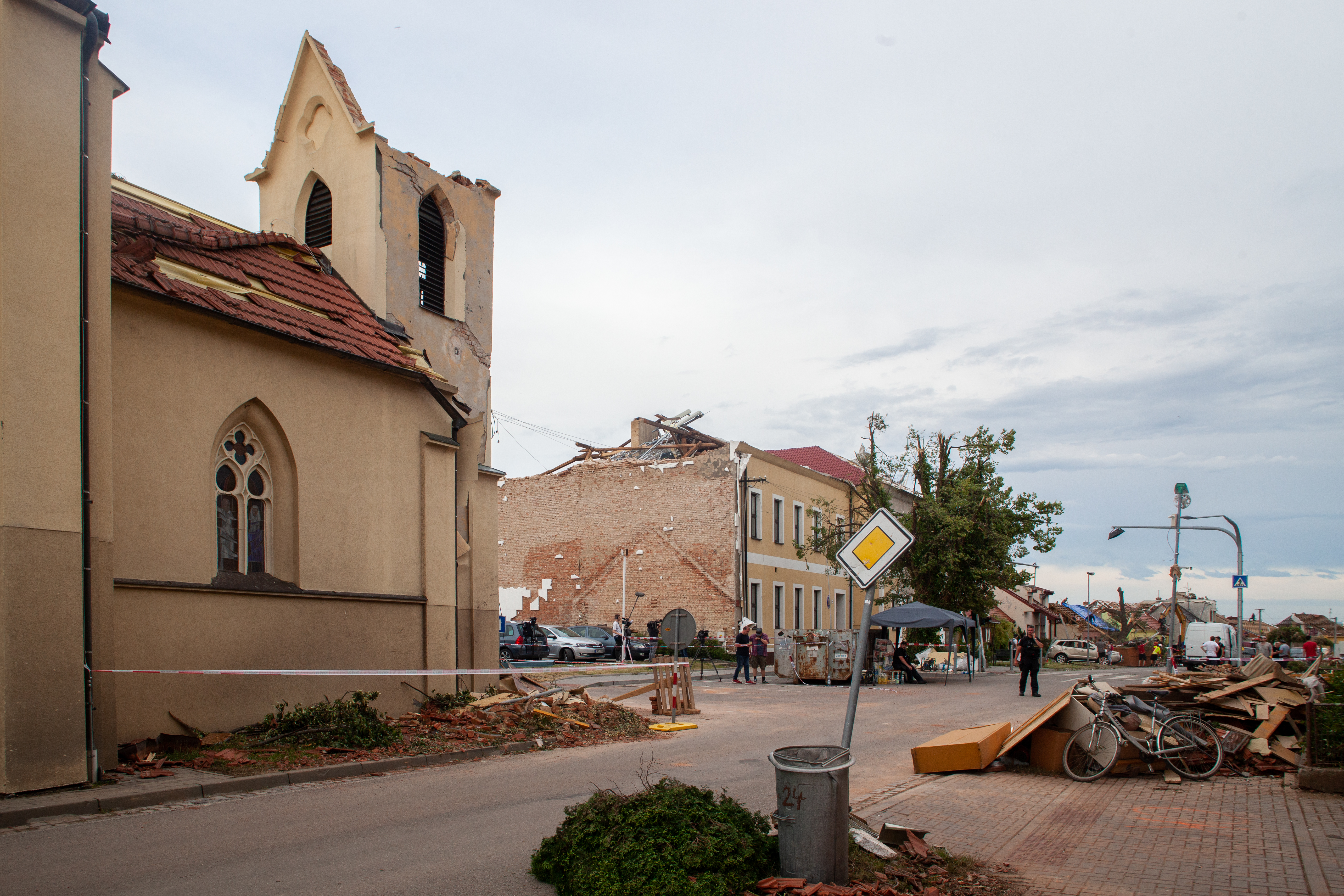
Hrušky: Kirche des hl. Bartholomäus und Grundschule in der Hauptstraße
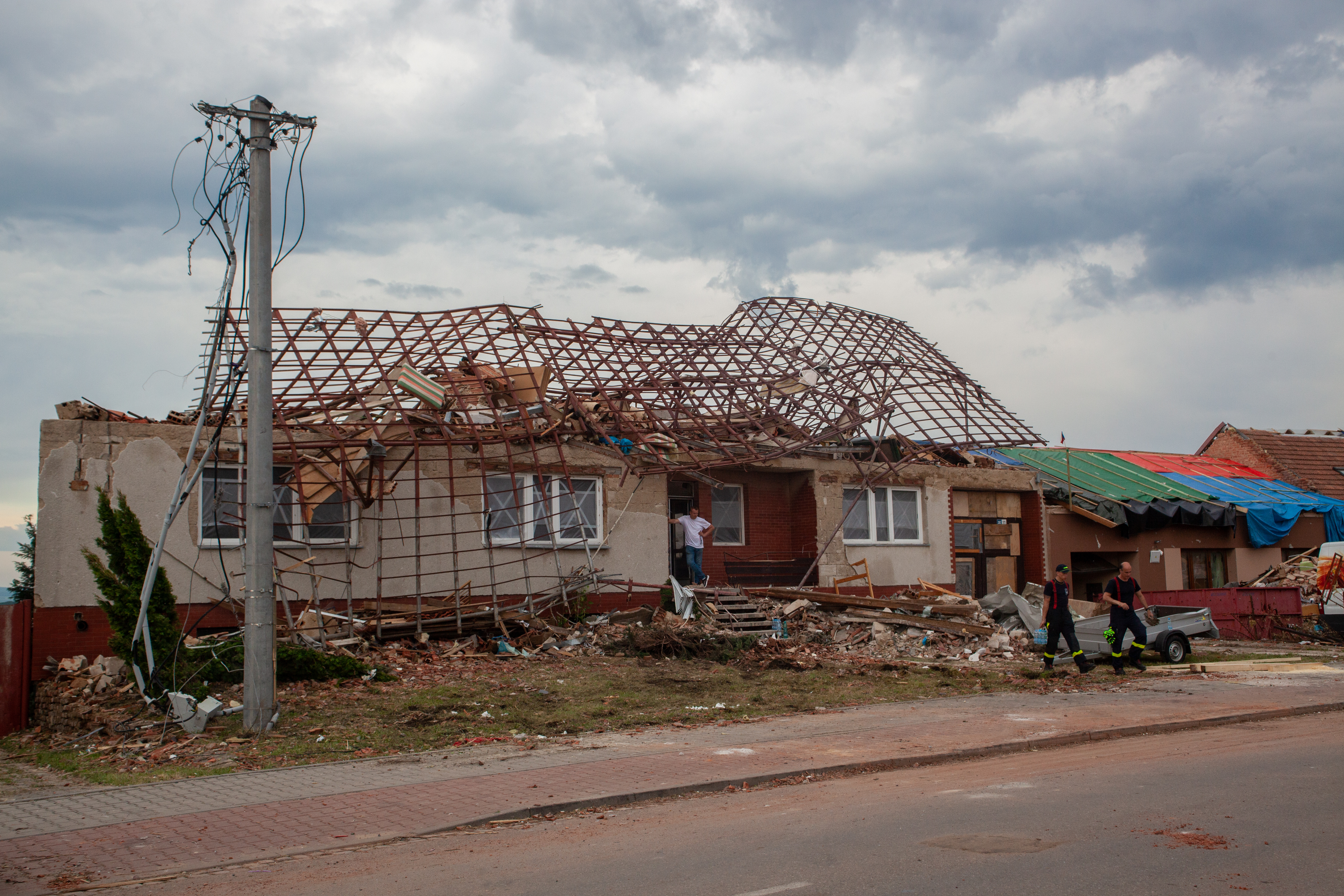
Lužice: Privathäuser in der Großmähren-Straße
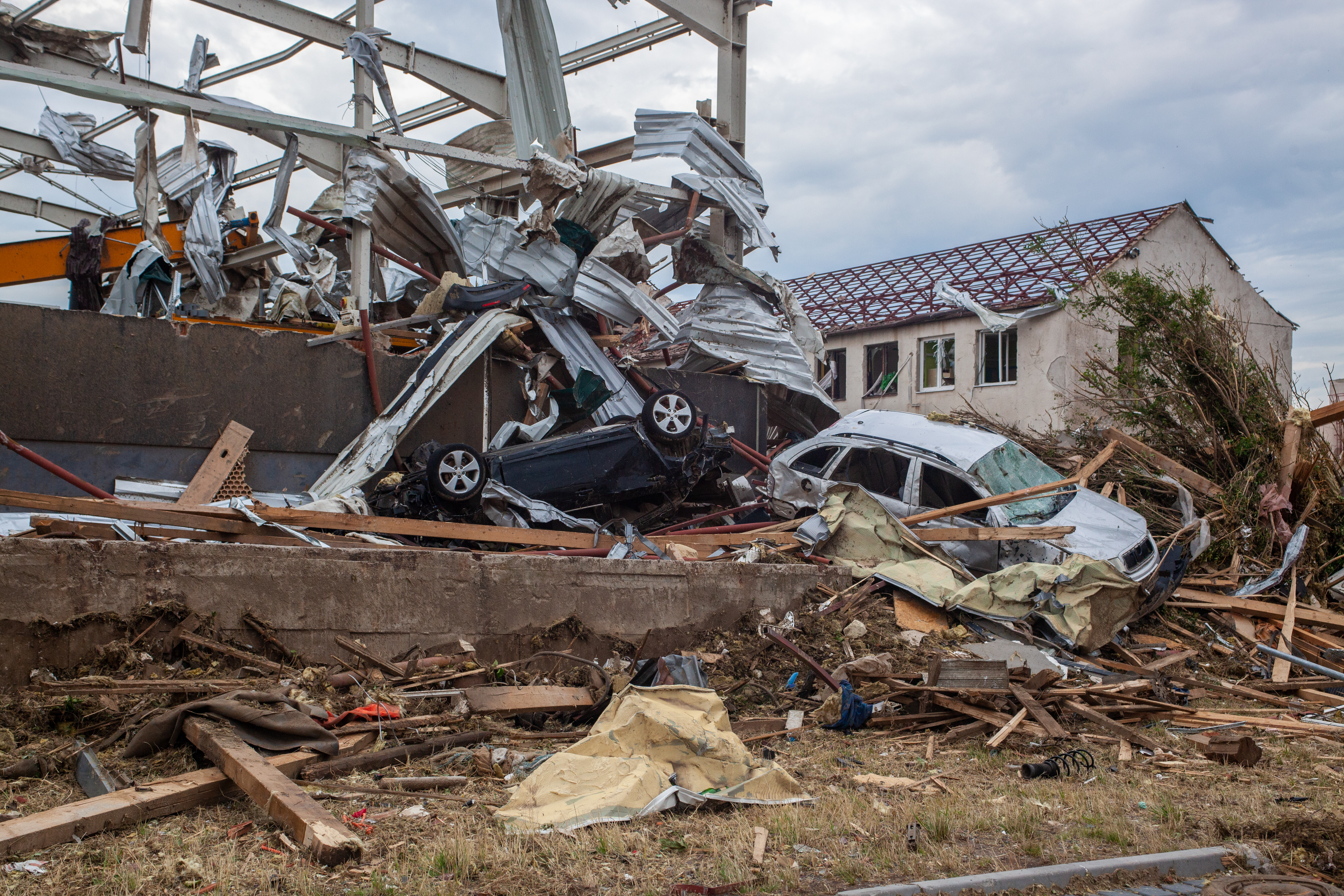
Lužice: Schäden im Gewerbegebiet am Bahnhof
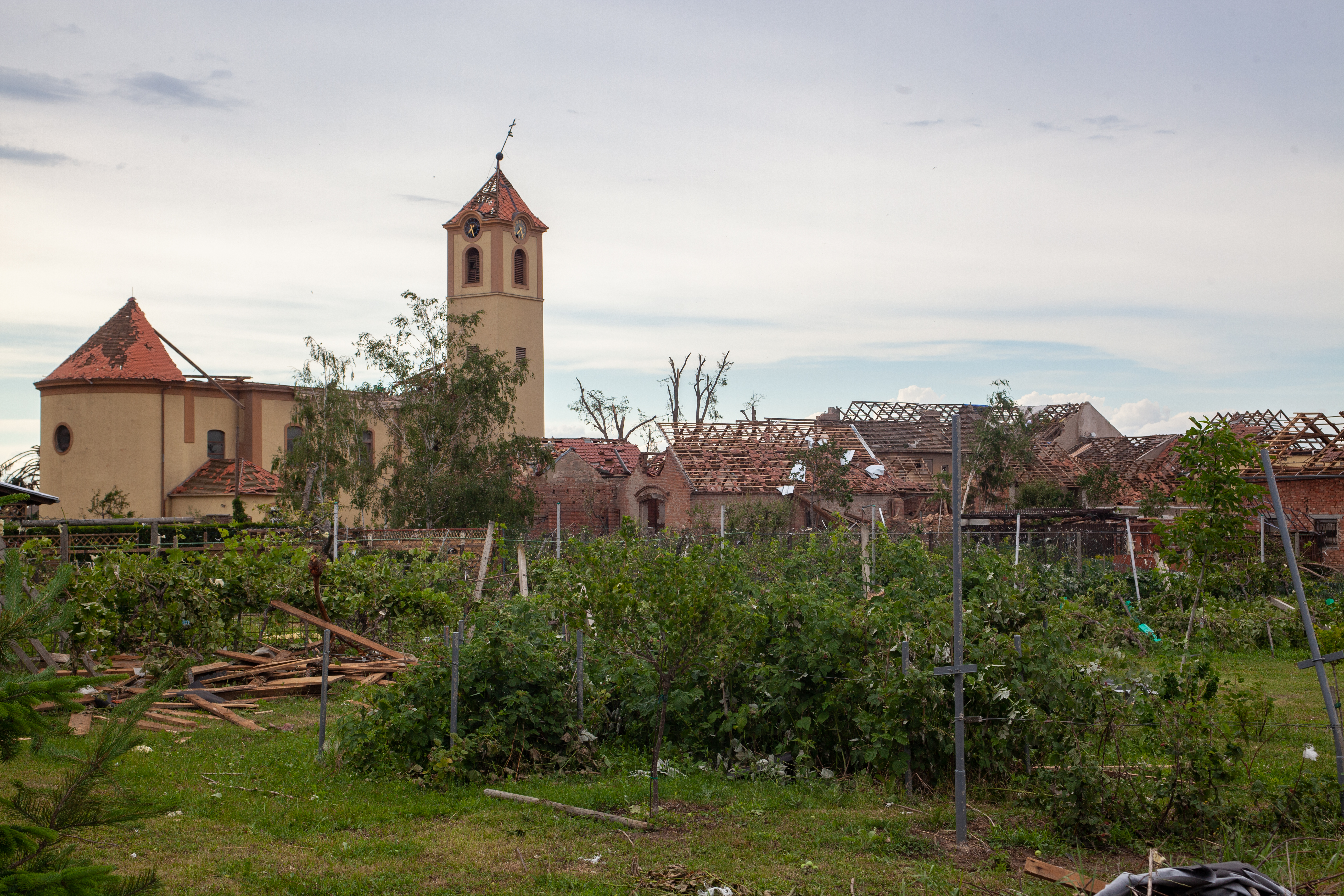
Moravská Nová Ves: Kirche des hl. Jakob und private Gärten
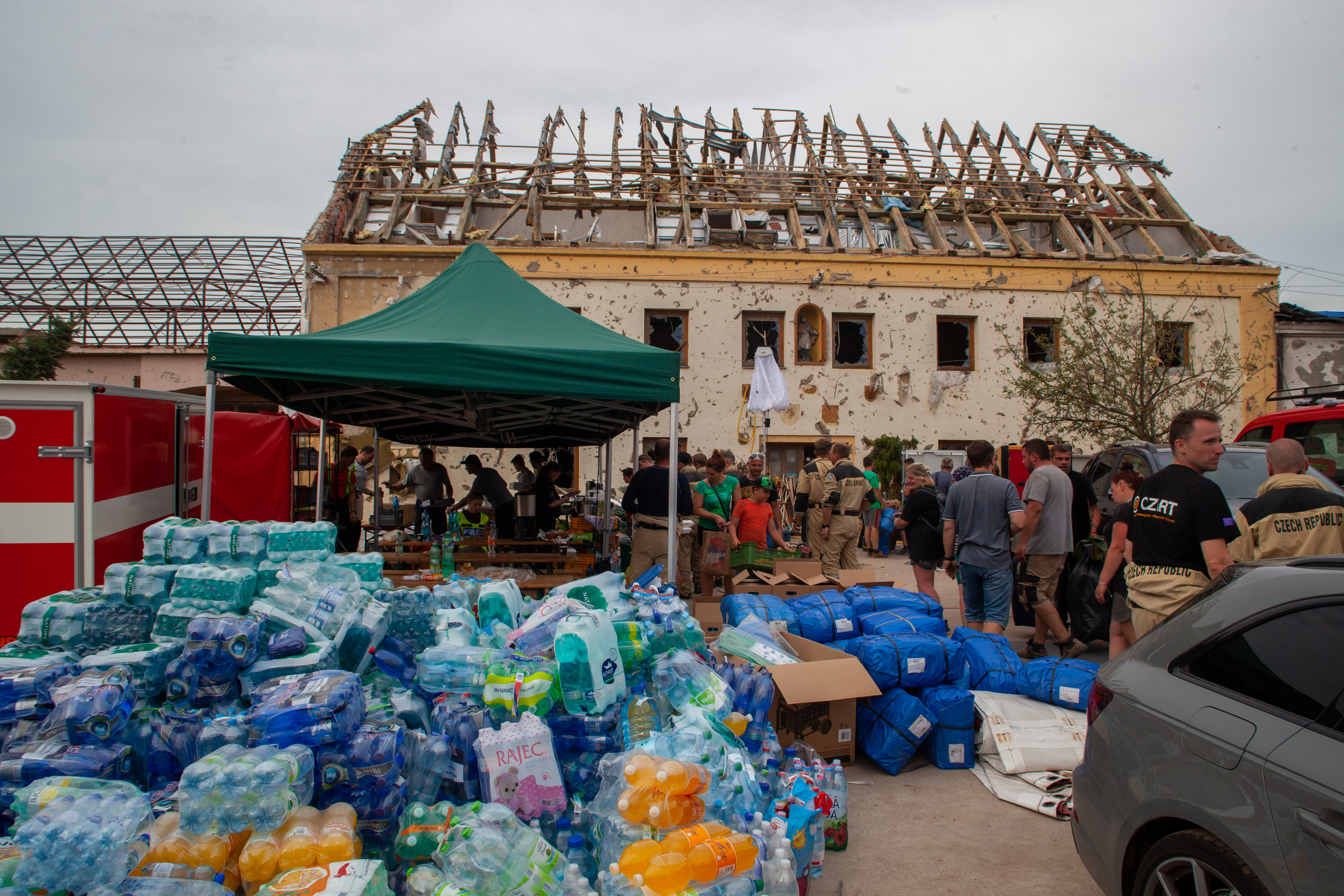
Moravská Nová Ves: Verteilung von Lebensmitteln vor dem Rathaus
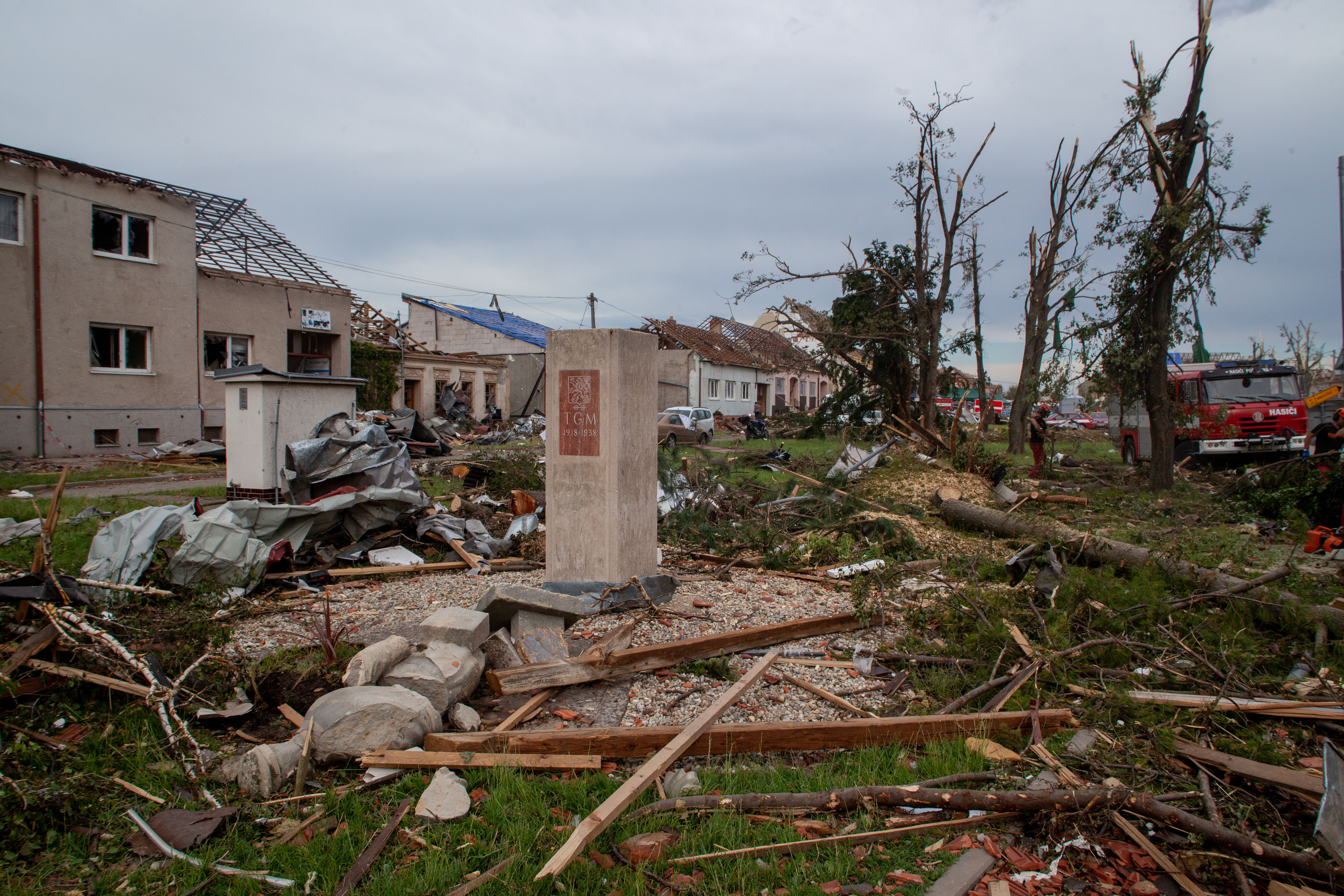
Moravská Nová Ves: Zerstörtes Denkmal des ersten tschechoslowakischen Präsidenten Tomáš Garrigue Masaryk

## Tornados in Tschechien
Vorläufig wird die Stärke des Tornados mit F4 auf der Fujita-Skala angegeben. Eine ausführliche Schadenanalyse steht noch aus. Zuletzt traten in den Jahren 2004, 2001, 1950, 1935, 1929, 1915 und 1910 schwächere Tornados der Stärke F3 auf. Am 30. Juli 1119 zerstörte ein F3 oder F4 Tornado Teile der Prager Burg Vyšehrad. Eine Studie aus dem Jahr 2020 nennt für den Zeitraum von 1119 bis 2017 die Zahl von 108 starken (F2 oder mehr) bestätigten oder wahrscheinlichen Tornados in Tschechien.